# Hampi
Hampi (kanada: ಹಂಪೆ) je naselje unutar ruševina stare indijske prijestolnice Vijayanagare, na sjeveru današnje indijske države Karnataka. Hampi se nalazi na obalama rijeke Tungabhadre, oko 74 km od grada Bellaryja i 353 km od Bangalorea. Ime mu potječe od anglizma starog naziva rijeke Tungabhadre, Pampa, koji je kanada jeziku: Hampa.
Hampi je u 15. i 16. stoljeću bio prijestolnicom Vijayanagara Carstva (1336. – 1565.), središte trgovine, vjere i kulture, te najveći grad u Indiji s velikim brojem znamenitih građevina. Zbog toga su Spomenici Hampija upisani na UNESCO-ov popis mjesta svjetske baštine u Aziji i Oceaniji 1986. godine.

## Povijest
Hampi je u prvom stoljeću bio mjesto gdje se razvilo staro kraljevstvo Kishkindha, koje se u epu Ramajana spominje kao Kraljevstvo (majmuna) Vanara; mjesto gdje je bog Rama susreo Hanumantha i ubio Vali u zamjenu za pomoć od Sugreeva.
Hampi je u 14. stoljeću postao središtem moćnog Vijayanagara Carstva (1336. – 1565.), odabran zbog lako obranjivog položaja okruženog s tri planine i obilne rijeke s četvrte strane. Pod upravom gurua Vidyaranya, Hampi, tada poznat kao Vijayanagara, je postao najveći indijski grad i središte trgovaca iz cijeloga svijeta koji su kupovali lokalne začine i pamuk. Rubini, dijamanti i drugo drago kamenje su naveliko prodavali ulični trgovci, a zlato i srebro su bili važeća valuta. Pretpostavlja se da je u 15. stoljeću, grad Hampi bio drugi po veličini na svijetu s oko pola milijuna stanovnika. Grad je bio i važno vjersko i kulturno središte sa stotinama hramova, te javnim festivalima i proslavama na ulicama, i velikom broju pjesnika, kao što su Shri Purandhara Dasa i Tenali Rama.
Tijekom ovog razdoblja Hampi se često sukobio s muslimanskim kraljevstvima u sjevernom Deccanu (Bidar, Bijapur, Golconda, Ahmednagar i Berar). God. 1565., islamska konfederacija Deccana je osvojila grad pustošila ga sijedećih 6 mjeseci. Hramovi su uništeni, a tržnice opljačkane, i zlatno doba Hampija je okončani. Usprkos pokušajima da se sačuva Carstvo, Hampi nije obnovljen i nikada više nije bio naseljen.

Njegove građevine se smatraju izvrnom hinduističkom arhitekturom južne Indije, ali sa snažnim utjecajima islamske arhitekture sa sjevera. Arheološko društvo Indije još uvijek vrši iskapanja u ovom području, redovito otrkivajući nove (stare) predmete i hramove. Danas pojačano iskapanje željezne rudače prijeti arheološkim lokalitetima, kao i planirana izgradnja brane na rijeci Tungabhadra.

## Znamenitosti
Neke od najvažnijih spomenika Hampija su:
- Virupakshin hram ili Pampapathi hram (slika gore desno) je svetište Šive na Hampijskom bazaru. Stariji je od Vijayanagarskog carstva i ima 49 metara visok piramidalni toranj iznad ulaza.
- Kompleks Hazara Rama je slavan po raskošnim freskama iz indijske mitologije i prostranom dvorištu s pravilnim vrtovima.
- Krišnin hramski kompleks je iskopan tek u posljednjih desetak godina i njegova obnova je u tijeku.
- Kompleks hramova Vittala je najslavnija znamenitost Hampija gdje se nalaze tzv. "glazbeni stupovi" i "kamena kola" koja su postala simbolom cijele države Karnataka.
- Lakshmi Narasimha je monumentalna skulptura Višnua isklesana iz stijene i visoka 6,7 metara, sada u muzeju u Kamalapuramu.
- Tulapurushandanaili "Kraljevska vaga" se nalazi jugozapadno od hrama Vitthala i ima dva isklesana granitna stupa i gredu između njih, a koristila se tijekom ceremonija kada se Raj (car) vagao nasuprot svom blagu zlata i dragulja. Nakon toga bi se to blago podijelilo drugim gradovima ili brahminima.
- Podzemni hram Šive s dvoranom stupova je tijekom poplava potpuno potopljen i nepristuačan. Pored njega se nalazi Pushkarani ("Kraljičin bazen"), stepenasti bazen za kupanje.
- Lotus Mahal (16. st.) je paviljon koji svojim lukovima odražava utjecaje islamske arhitekture, a vjerojatno je bio kraljičinim paviljonom s cijevima i tekućom vodom.

## Slike
- Lotus Mahal u kompleksu Zenana
- Stepenasta cisterna pored Podzemnog hrama
- Štale slonova
- Starac ispred ulaza u hram Vitthala
- Kamena kola
- Lakshmi Narasimha
- Hampi iz zraka
- Glazbeni stupovi hrama Vitthala
- Krišnin hram
- Achyutaraya hram
- Poljoprivredni krajolik Hampija s brda Anjayana

## Poveznice
- Indijska umjetnost
- Indijski hram

## Vanjske poveznice
- Vijayanagara arhitektura Hampija (engl.)
- Karnataka.com - Hampi
- 3D virtualni obiilazak Hampija na stranicama UNESCO-a